# Faixa presidencial do Brasil
A faixa presidencial do Brasil é um símbolo institucional oficial e uma das insígnias do país, utilizada pelo Presidente da República Federativa do Brasil como símbolo do poder a que corresponde. É usada em cerimônias oficiais e formais.
É confeccionada em seda e com as cores nacionais do país (verde e amarelo), tendo 12 centímetros de largura. Termina em franjas de ouro de dez centímetros e suporta, pendente do porto de cruzamento das suas extremidades, uma medalha de ouro, mostrando no verso as Armas Nacionais e no anverso o dístico "Presidência da República do Brasil". É colocada do ombro direito para o quadril esquerdo.

## Histórico

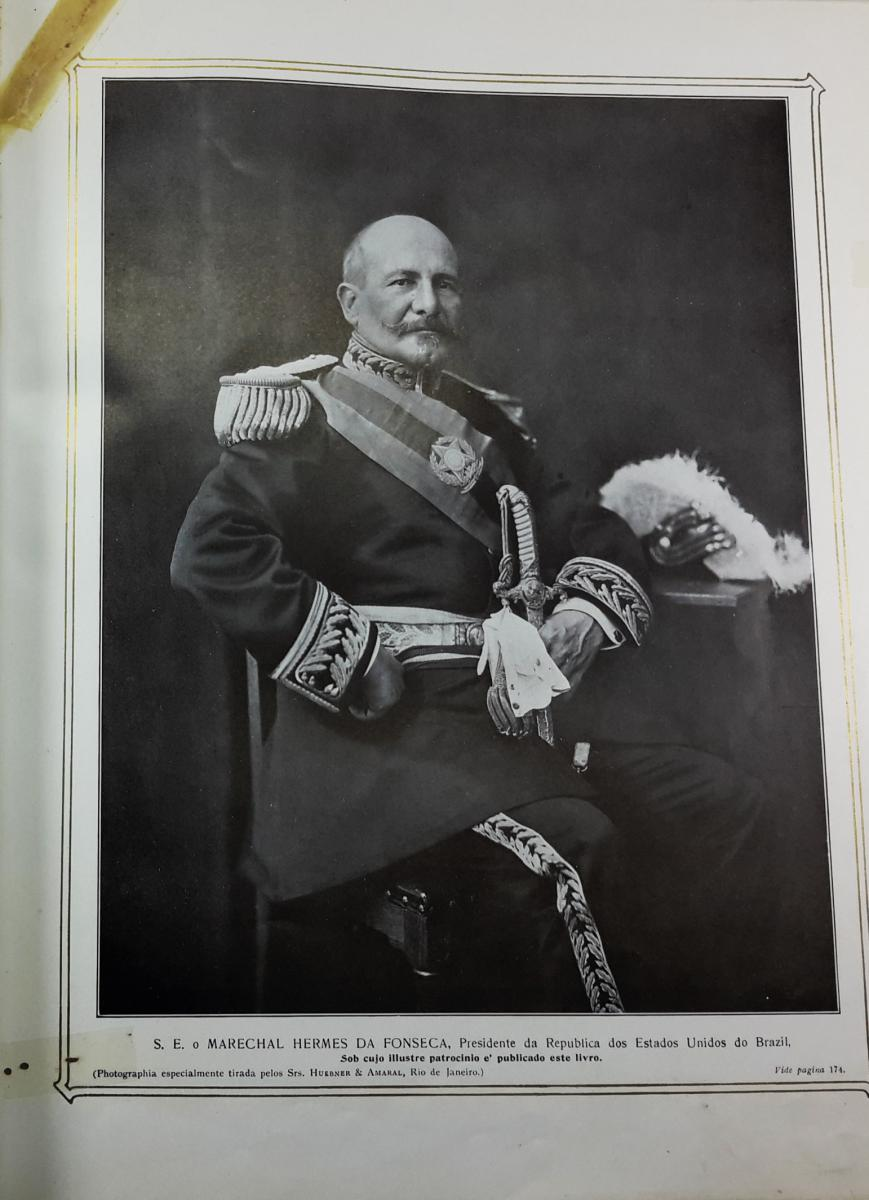
Imagem de 1913 evidenciando o primeiro formato da faixa.

### Criação da faixa
A faixa presidencial foi instituída pelo decreto n.° 2 299 de 21 de dezembro de 1910, assinado pelo presidente Hermes da Fonseca.

#### Medições
Inicialmente, a largura estabelecida no decreto que criava a faixa presidencial brasileira era de 15 centímetros, mas uma resolução posterior foi reduzida para 12 centímetros de largura por 1,67 metros de comprimento. A Presidência informou que as providências da nova faixa obedeciam ao decreto de criação.

#### Modificações
Em 2010, a faixa presidencial comemorou seu centenário em 21 de dezembro. Como a comemoração, passou por uma mudança de imagem para se adequar à lei dos Símbolos Nacionais, a lei n.º 8 421 de 11 de maio de 1992. O Instituto do Patrimônio Histórico e Artístico Nacional (IPHAN) participou da reforma. Em 7 de setembro de 2010, o então presidente Luiz Inácio Lula da Silva usou pela primeira vez a faixa restaurada.

#### Atualmente
Desde o decreto de Hermes da Fonseca, a faixa foi utilizada pela grande maioria dos presidentes sucessores.